# Galeria dos Presidentes da Assembleia da República
A Galeria dos Presidentes da Assembleia da República é uma galeria de retratos a óleo dos Presidentes da Assembleia da República Portuguesa, exposta no corredor de acesso ao Gabinete do Presidente da Assembleia da República, na Assembleia da República.
Encontram-se os retratos do Presidente da Assembleia Constituinte, Henrique de Barros, Vasco da Gama Fernandes, Teófilo Carvalho dos Santos, ambos de Pedro Girão (1997), Leonardo Ribeiro de Almeida, de Fernando Alves de Sousa (1997),  Francisco de Oliveira Dias, de Maria Antónia Machado (1997), Manuel Tito de Morais, de Pinheiro de Santa Maria (1998), Fernando Amaral, de Fernando Alves de Sousa (1997), Victor Crespo, de Maluda (1997), António Barbosa de Melo, de Ana Duarte de Almeida (1997), António Almeida Santos, de António Macedo (2002), João Bosco Mota Amaral, de João Cruz Rosa (2005), Jaime Gama, de Isabel Garcia (2011) e de Assunção Esteves, de Isabel Guerra Peñamaria (2016).
Nesse corredor está, também, a mesa da Presidência da antiga Câmara dos Deputados (1834-1895), uma vitrina onde se apresentam algumas das ofertas institucionais aos Presidentes da Assembleia da República e está também exposto um relógio de caixa alta com mecanismo fabricado pelos mestres relojoeiros londrinos William Trippett e Jacob Garon, no início do século XVIII, que terá pertencido ao Mosteiro de São Bento.

## Galeria de retratos

Henrique de Barros - 1997, Pedro Girão
Vasco da Gama Fernandes - 1997, Pedro Girão
Teófilo Carvalho dos Santos - 1997, Pedro Girão
Leonardo Ribeiro de Almeida - 1997, Fernando Alves de Sousa
Francisco de Oliveira Dias - 1997, Maria Antónia Machado
Leonardo Ribeiro de Almeida - 1997, Fernando Alves de Sousa
Manuel Tito de Morais - 1998, Pinheiro de Santa Maria
Fernando Amaral - 1997, Fernando Alves de Sousa
Vítor Crespo - 1997, Maluda
Barbosa de Melo - 1997, Ana Duarte de Almeida
António de Almeida Santos - 2002, António Macedo
João Bosco Mota Amaral - 2005, João Cruz Rosa
Jaime Gama - 2011, Isabel Garcia